# Collegio elettorale di Pinerolo (Senato della Repubblica)
Il collegio di Pinerolo fu un collegio elettorale uninominale della Repubblica Italiana appartenente alla Circoscrizione Piemonte; fu utilizzato per eleggere un senatore della Repubblica dalla I alla XIV legislatura, sebbene con forme diverse e sistemi elettorali diversi.

## Storia
Il collegio venne creato nel 1948 secondo la legge n. 29 del 6 febbraio 1948 la quale, pur basandosi sull'impianto proporzionale in vigore per la Camera, rispetto a quest'ultima conteneva alcuni piccoli correttivi in senso maggioritario. Tale legge ebbe il suo definitivo perfezionamento col Testo Unico n. 361 del 1957. Differentemente dalla Camera, la legge elettorale del Senato si articolava su base regionale, seguendo il dettato costituzionale (art.57). Ogni Regione era suddivisa in tanti collegi uninominali quanti erano i seggi ad essa assegnati. All'interno di ciascun collegio, veniva eletto il candidato che avesse raggiunto il quorum del 65% delle preferenze: tale soglia, oggettivamente di difficilissimo conseguimento, tradiva l'impianto proporzionale su cui era concepito anche il sistema elettorale della Camera Alta. Qualora, come normalmente avveniva, nessun candidato avesse conseguito l'elezione, i voti di tutti i candidati venivano raggruppati in liste di partito a livello regionale, dove i seggi venivano allocati utilizzando il metodo D'Hondt delle maggiori medie statistiche e quindi, all'interno di ciascuna lista, venivano dichiarati eletti i candidati con le migliori percentuali di preferenza.
Nel 1993, con la cosiddetta Legge Mattarella (Legge n. 276, Norme per l'elezione del Senato della Repubblica), attuata in seguito al referendum abrogativo del 1993, venne istituito per la Camera dei deputati e per il Senato della Repubblica un sistema di elezione misto, in parte maggioritario e in parte proporzionale. Il 75% dei parlamentari dell'assemblea veniva eletto in collegi uninominali tramite sistema maggioritario a turno unico; il restante 25% al Senato veniva eletto tramite recupero proporzionale dei più votati non eletti attraverso un meccanismo di calcolo denominato "scorporo", cioè sottraendo dal conteggio dei voti totali di una lista nella parte proporzionale i voti ottenuti dai candidati collegati alla medesima lista che erano eletti nei collegi uninominali con il sistema maggioritario.
Il collegio venne abolito insieme a tutti gli altri che costituivano il Senato con la promulgazione della legge elettorale successiva, la cosiddetta Legge Calderoli. Questa prevedeva un sistema proporzionale con premio di maggioranza, che al Senato veniva attribuito a livello regionale.

## 1948-1993

### Territorio
Il collegio di Pinerolo era uno dei 17 collegi in cui era suddiviso il Piemonte ed era costituito dai seguenti comuni: Airasca, Andezeno, Angrogna, Baldissero Torinese, Bibiana, Bobbio Pellice, Bricherasio, Buriasco, Cambiano, Campiglione-Fenile, Candiolo, Cantalupa, Carignano, Carmagnola, Castagnole Piemonte, Cavour, Cercenasco, Chieri, Cumiana, Fenestrelle, Frossasco, Garzigliana, Inverso Pinasca, Isolabella, La Loggia, Lombriasco, Luserna San Giovanni, Lusernetta, Macello, Massello, Moncalieri, Moriondo Torinese, Nichelino, None, Osasco, Osasio, Pancalieri, Pecetto Torinese, Perosa Argentina, Perrero, Pinasca, Pinerolo, Pino Torinese, Piobesi Torinese, Piscina, Poirino, Pomaretto, Porte, Pragelato, Prali, Pralormo, Pramollo, Prarostino, Reano, Riva presso Chieri, Rorà, Roure, Salza di Pinerolo, San Germano Chisone, San Pietro Val Lemina, San Secondo di Pinerolo, Santena, Scalenghe, Sestriere, Torre Pellice, Trofarello, Usseaux, Vigone, Villafranca Piemonte, Villar Pellice, Villar Perosa, Villastellone, Vinovo, Virle Piemonte e Volvera.

### Dati elettorali

#### I legislatura
|                                                                                | Teresio Guglelmone ✔️ Eletto | Democrazia Cristiana           | 68 287  | 51,61 |  |  |  |  |  |
|                                                                                | Archimede Gallina            | Fronte Democratico Popolare    | 27 997  | 21,16 |  |  |  |  |  |
|                                                                                | Matteo Gay                   | Unità Socialista               | 15 958  | 12,06 |  |  |  |  |  |
|                                                                                | Mario Risso                  | Blocco Nazionale               | 14 930  | 11,28 |  |  |  |  |  |
|                                                                                | Giovanni Battista Da Pozzo   | Partito Nazionale Monarchico   | 2 802   | 2,12  |  |  |  |  |  |
|                                                                                | Ernesto Erba                 | Partito dei Contadini d'Italia | 2 341   | 1,77  |  |  |  |  |  |
| Totale                                                                         | Totale                       | Totale                         | 132 315 | 100   |  |  |  |  |  |
|                                                                                |                              |                                |         |       |  |  |  |  |  |
| Voti non validi                                                                | Voti non validi              | Voti non validi                | 5 739   | 4,16  |  |  |  |  |  |
| Votanti                                                                        | Votanti                      | Votanti                        | 138 054 | 94,28 |  |  |  |  |  |
| Elettori                                                                       | Elettori                     | Elettori                       | 146 436 |       |  |  |  |  |  |
|                                                                                |                              |                                |         |       |  |  |  |  |  |
| Nota: quorum del 65% non raggiunto; ripartizione dei seggi a livello regionale |                              |                                |         |       |  |  |  |  |  |
| Data: 18 aprile 1948                                                           |                              |                                |         |       |  |  |  |  |  |
| Fonte: Ministero dell'interno                                                  |                              |                                |         |       |  |  |  |  |  |

#### II legislatura
|                                                                                | Teresio Guglielmone ✔️ Eletto | Democrazia Cristiana                    | 66 178  | 48,59 |  |  |  |  |  |
|                                                                                | Ottavio Pastore               | Partito Comunista Italiano              | 20 437  | 15,00 |  |  |  |  |  |
|                                                                                | Enrico Favout                 | Partito Socialista Italiano             | 14 111  | 10,36 |  |  |  |  |  |
|                                                                                | Pierino Ferrari               | Partito Nazionale Monarchico            | 10 035  | 7,37  |  |  |  |  |  |
|                                                                                | Carlo Bona                    | Partito Liberale Italiano               | 9 596   | 7,05  |  |  |  |  |  |
|                                                                                | Umberto Calosso               | Partito Socialista Democratico Italiano | 7 487   | 5,50  |  |  |  |  |  |
|                                                                                | Bruno Revel                   | Unità Popolare                          | 5 723   | 4,20  |  |  |  |  |  |
|                                                                                | Elio Bravetta                 | Movimento Sociale Italiano              | 1 721   | 1,26  |  |  |  |  |  |
|                                                                                | Franco Antonicelli            | Alleanza Democratica Nazionale          | 919     | 0,67  |  |  |  |  |  |
| Totale                                                                         | Totale                        | Totale                                  | 136 207 | 100   |  |  |  |  |  |
|                                                                                |                               |                                         |         |       |  |  |  |  |  |
| Voti non validi                                                                | Voti non validi               | Voti non validi                         | 7 718   | 5,36  |  |  |  |  |  |
| Votanti                                                                        | Votanti                       | Votanti                                 | 143 925 | 94,66 |  |  |  |  |  |
| Elettori                                                                       | Elettori                      | Elettori                                | 152 040 |       |  |  |  |  |  |
|                                                                                |                               |                                         |         |       |  |  |  |  |  |
| Nota: quorum del 65% non raggiunto; ripartizione dei seggi a livello regionale |                               |                                         |         |       |  |  |  |  |  |
| Data: 7 giugno 1953                                                            |                               |                                         |         |       |  |  |  |  |  |
| Fonte: Ministero dell'interno                                                  |                               |                                         |         |       |  |  |  |  |  |

#### III legislatura
|                                                                                | Teresio Gugliemone | Democrazia Cristiana                     | 72 454  | 49,92 |  |  |  |  |  |
|                                                                                | Egidio Salotto     | Partito Comunista Italiano               | 17 619  | 12,14 |  |  |  |  |  |
|                                                                                | Ferruccio Parri    | Partito Socialista Italiano              | 17 018  | 11,73 |  |  |  |  |  |
|                                                                                | Oscar Bosco        | Partito Liberale Italiano                | 11 647  | 8,03  |  |  |  |  |  |
|                                                                                | Carlo Marino       | Movimento Autonomia Regionale Piemontese | 9 233   | 6,36  |  |  |  |  |  |
|                                                                                | Giovanni Antonioli | Partito Socialista Democratico Italiano  | 8 492   | 5,85  |  |  |  |  |  |
|                                                                                | Silvio Baridon     | Movimento Comunità                       | 6 888   | 4,75  |  |  |  |  |  |
|                                                                                | Raul Gilioli       | Movimento Sociale Italiano               | 1 778   | 1,23  |  |  |  |  |  |
| Totale                                                                         | Totale             | Totale                                   | 145 129 | 100   |  |  |  |  |  |
|                                                                                |                    |                                          |         |       |  |  |  |  |  |
| Voti non validi                                                                | Voti non validi    | Voti non validi                          | 10 005  | 6,45  |  |  |  |  |  |
| Votanti                                                                        | Votanti            | Votanti                                  | 155 134 | 95,86 |  |  |  |  |  |
| Elettori                                                                       | Elettori           | Elettori                                 | 161 841 |       |  |  |  |  |  |
|                                                                                |                    |                                          |         |       |  |  |  |  |  |
| Nota: quorum del 65% non raggiunto; ripartizione dei seggi a livello regionale |                    |                                          |         |       |  |  |  |  |  |
| Data: 25 maggio 1958                                                           |                    |                                          |         |       |  |  |  |  |  |
| Fonte: Ministero dell'interno                                                  |                    |                                          |         |       |  |  |  |  |  |

#### IV legislatura
|                                                                                | D. Coppo ✔️ Eletto | Democrazia Cristiana                    | 66 193  | 42,19 |  |  |  |  |  |
|                                                                                | L. Poet ✔️ Eletto  | Partito Socialista Italiano             | 26 535  | 16,91 |  |  |  |  |  |
|                                                                                | C. Rotta ✔️ Eletto | Partito Liberale Italiano               | 26 350  | 16,80 |  |  |  |  |  |
|                                                                                | E. Sulotto         | Partito Comunista Italiano              | 22 265  | 14,19 |  |  |  |  |  |
|                                                                                | V. Ramella         | Partito Socialista Democratico Italiano | 11 701  | 7,46  |  |  |  |  |  |
|                                                                                | P. Ferrari         | MSI - PDIUM                             | 3 845   | 2,45  |  |  |  |  |  |
| Totale                                                                         | Totale             | Totale                                  | 156 889 | 100   |  |  |  |  |  |
|                                                                                |                    |                                         |         |       |  |  |  |  |  |
| Voti non validi                                                                | Voti non validi    | Voti non validi                         | 11 064  | 6,59  |  |  |  |  |  |
| Votanti                                                                        | Votanti            | Votanti                                 | 167 953 | 96,34 |  |  |  |  |  |
| Elettori                                                                       | Elettori           | Elettori                                | 174 326 |       |  |  |  |  |  |
|                                                                                |                    |                                         |         |       |  |  |  |  |  |
| Nota: quorum del 65% non raggiunto; ripartizione dei seggi a livello regionale |                    |                                         |         |       |  |  |  |  |  |
| Data: 28 aprile 1963                                                           |                    |                                         |         |       |  |  |  |  |  |
| Fonte: Ministero dell'interno                                                  |                    |                                         |         |       |  |  |  |  |  |

#### V legislatura
|                                                                                | D. Coppo ✔️ Eletto      | Democrazia Cristiana          | 76 064  | 41,65 |  |  |  |  |  |
|                                                                                | C. Galante Garrone      | PCI - PSIUP                   | 43 723  | 23,94 |  |  |  |  |  |
|                                                                                | L. Poet                 | PSI-PSDI Unificati            | 31 224  | 17,10 |  |  |  |  |  |
|                                                                                | C. Rotta                | Partito Liberale Italiano     | 26 095  | 14,29 |  |  |  |  |  |
|                                                                                | P. L. Ferrari           | MSI - PDIUM                   | 3 879   | 2,12  |  |  |  |  |  |
|                                                                                | A. Castagnone Vaccarino | Partito Repubblicano Italiano | 1 630   | 0,89  |  |  |  |  |  |
| Totale                                                                         | Totale                  | Totale                        | 182 615 | 100   |  |  |  |  |  |
|                                                                                |                         |                               |         |       |  |  |  |  |  |
| Voti non validi                                                                | Voti non validi         | Voti non validi               | 14 011  | 7,13  |  |  |  |  |  |
| Votanti                                                                        | Votanti                 | Votanti                       | 196 626 | 95,90 |  |  |  |  |  |
| Elettori                                                                       | Elettori                | Elettori                      | 205 035 |       |  |  |  |  |  |
|                                                                                |                         |                               |         |       |  |  |  |  |  |
| Nota: quorum del 65% non raggiunto; ripartizione dei seggi a livello regionale |                         |                               |         |       |  |  |  |  |  |
| Data: 19 maggio 1968                                                           |                         |                               |         |       |  |  |  |  |  |
| Fonte: Ministero dell'interno                                                  |                         |                               |         |       |  |  |  |  |  |

#### VI legislatura
|                                                                                | D. Coppo ✔️ Eletto     | Democrazia Cristiana                          | 86 575  | 42,07 |  |  |  |  |  |
|                                                                                | A. Filippa             | PCI - PSIUP                                   | 46 968  | 22,82 |  |  |  |  |  |
|                                                                                | G. Piga                | Partito Socialista Italiano                   | 20 627  | 10,02 |  |  |  |  |  |
|                                                                                | G. Cresto              | Partito Liberale Italiano                     | 20 544  | 9,98  |  |  |  |  |  |
|                                                                                | L. Bein                | Partito Socialista Democratico Italiano       | 15 857  | 7,71  |  |  |  |  |  |
|                                                                                | M. Ferrando            | Partito Repubblicano Italiano                 | 7 997   | 3,89  |  |  |  |  |  |
|                                                                                | G. Luda di Cortemiglia | Movimento Sociale Italiano - Destra Nazionale | 7 233   | 3,51  |  |  |  |  |  |
| Totale                                                                         | Totale                 | Totale                                        | 205 801 | 100   |  |  |  |  |  |
|                                                                                |                        |                                               |         |       |  |  |  |  |  |
| Voti non validi                                                                | Voti non validi        | Voti non validi                               | 13 500  | 6,16  |  |  |  |  |  |
| Votanti                                                                        | Votanti                | Votanti                                       | 219 301 | 96,34 |  |  |  |  |  |
| Elettori                                                                       | Elettori               | Elettori                                      | 227 621 |       |  |  |  |  |  |
|                                                                                |                        |                                               |         |       |  |  |  |  |  |
| Nota: quorum del 65% non raggiunto; ripartizione dei seggi a livello regionale |                        |                                               |         |       |  |  |  |  |  |
| Data: 7 maggio 1972                                                            |                        |                                               |         |       |  |  |  |  |  |
| Fonte: Ministero dell'interno                                                  |                        |                                               |         |       |  |  |  |  |  |

#### VII legislatura
|                                                                                | Dionigi Coppo ✔️ Eletto      | Democrazia Cristiana                          | 89 530  | 40,72 |  |  |  |  |  |
|                                                                                | Giovanni Ayassot             | Partito Comunista Italiano                    | 69 370  | 31,55 |  |  |  |  |  |
|                                                                                | Piercarlo Longo              | Partito Socialista Italiano                   | 22 589  | 10,27 |  |  |  |  |  |
|                                                                                | Giovanni Bertolotto          | Partito Socialista Democratico Italiano       | 11 562  | 5,26  |  |  |  |  |  |
|                                                                                | Adalberto Carello            | Partito Liberale Italiano                     | 9 531   | 4,33  |  |  |  |  |  |
|                                                                                | Sergio Eynard                | Partito Repubblicano Italiano                 | 8 033   | 3,65  |  |  |  |  |  |
|                                                                                | Giovanni Luda di Cortemiglia | Movimento Sociale Italiano - Destra Nazionale | 6 660   | 3,03  |  |  |  |  |  |
|                                                                                | Gustavo Comba                | Partito Radicale                              | 2 601   | 1,18  |  |  |  |  |  |
| Totale                                                                         | Totale                       | Totale                                        | 219 876 | 100   |  |  |  |  |  |
|                                                                                |                              |                                               |         |       |  |  |  |  |  |
| Voti non validi                                                                | Voti non validi              | Voti non validi                               | 10 379  | 4,51  |  |  |  |  |  |
| Votanti                                                                        | Votanti                      | Votanti                                       | 230 255 | 95,00 |  |  |  |  |  |
| Elettori                                                                       | Elettori                     | Elettori                                      | 242 367 |       |  |  |  |  |  |
|                                                                                |                              |                                               |         |       |  |  |  |  |  |
| Nota: quorum del 65% non raggiunto; ripartizione dei seggi a livello regionale |                              |                                               |         |       |  |  |  |  |  |
| Data: 20 giugno 1976                                                           |                              |                                               |         |       |  |  |  |  |  |
| Fonte: Ministero dell'interno                                                  |                              |                                               |         |       |  |  |  |  |  |

#### VIII legislatura
|                                                                                | C. Donat-Cattin ✔️ Eletto | Democrazia Cristiana                          | 86 311  | 39,06 |  |  |  |  |  |
|                                                                                | T. Vinay                  | Partito Comunista Italiano                    | 65 156  | 29,48 |  |  |  |  |  |
|                                                                                | C. Baudrino               | Partito Socialista Italiano                   | 21 769  | 9,85  |  |  |  |  |  |
|                                                                                | A. Gandiglio              | Partito Socialista Democratico Italiano       | 11 957  | 5,41  |  |  |  |  |  |
|                                                                                | A. Rosina                 | Partito Liberale Italiano                     | 11 766  | 5,32  |  |  |  |  |  |
|                                                                                | M. Narcisi                | Partito Repubblicano Italiano                 | 9 495   | 4,30  |  |  |  |  |  |
|                                                                                | S. Pasetto                | Partito Radicale - Nuova Sinistra Unita       | 6 798   | 3,08  |  |  |  |  |  |
|                                                                                | L. Mina                   | Movimento Sociale Italiano - Destra Nazionale | 6 226   | 2,82  |  |  |  |  |  |
|                                                                                | E. Giacchero              | Costituente di Destra - Democrazia Nazionale  | 1 505   | 0,68  |  |  |  |  |  |
| Totale                                                                         | Totale                    | Totale                                        | 220 983 | 100   |  |  |  |  |  |
|                                                                                |                           |                                               |         |       |  |  |  |  |  |
| Voti non validi                                                                | Voti non validi           | Voti non validi                               | 15 401  | 6,52  |  |  |  |  |  |
| Votanti                                                                        | Votanti                   | Votanti                                       | 236 384 | 93,99 |  |  |  |  |  |
| Elettori                                                                       | Elettori                  | Elettori                                      | 251 508 |       |  |  |  |  |  |
|                                                                                |                           |                                               |         |       |  |  |  |  |  |
| Nota: quorum del 65% non raggiunto; ripartizione dei seggi a livello regionale |                           |                                               |         |       |  |  |  |  |  |
| Data: 3 giugno 1979                                                            |                           |                                               |         |       |  |  |  |  |  |
| Fonte: Ministero dell'interno                                                  |                           |                                               |         |       |  |  |  |  |  |

#### IX legislatura
|                                                                                | Carlo Donat Cattin        | Democrazia Cristiana                          | 64 657  | 29,78 |  |  |  |  |  |
|                                                                                | Giovanni Battista Alasia  | Partito Comunista Italiano                    | 60 845  | 28,03 |  |  |  |  |  |
|                                                                                | Susanna Agnelli ✔️ Eletta | Partito Repubblicano Italiano                 | 24 508  | 11,29 |  |  |  |  |  |
|                                                                                | Franco Ramella            | Partito Socialista Italiano                   | 20 980  | 9,66  |  |  |  |  |  |
|                                                                                | Renato Altissimo          | Partito Liberale Italiano                     | 15 878  | 7,31  |  |  |  |  |  |
|                                                                                | Luigi Mina                | Movimento Sociale Italiano - Destra Nazionale | 9 815   | 4,52  |  |  |  |  |  |
|                                                                                | Rodolfo Caponnetto        | Partito Socialista Democratico Italiano       | 8 246   | 3,80  |  |  |  |  |  |
|                                                                                | Attilio Sibille           | Partito Radicale                              | 6 852   | 3,16  |  |  |  |  |  |
|                                                                                | Giorgio Gardiol           | Democrazia Proletaria                         | 4 003   | 1,84  |  |  |  |  |  |
|                                                                                | Franco Antonio Costa      | Lista per Trieste                             | 1 297   | 0,60  |  |  |  |  |  |
| Totale                                                                         | Totale                    | Totale                                        | 217 081 | 100   |  |  |  |  |  |
|                                                                                |                           |                                               |         |       |  |  |  |  |  |
| Voti non validi                                                                | Voti non validi           | Voti non validi                               | 23 327  | 9,70  |  |  |  |  |  |
| Votanti                                                                        | Votanti                   | Votanti                                       | 240 408 | 91,20 |  |  |  |  |  |
| Elettori                                                                       | Elettori                  | Elettori                                      | 263 598 |       |  |  |  |  |  |
|                                                                                |                           |                                               |         |       |  |  |  |  |  |
| Nota: quorum del 65% non raggiunto; ripartizione dei seggi a livello regionale |                           |                                               |         |       |  |  |  |  |  |
| Data: 26 giugno 1983                                                           |                           |                                               |         |       |  |  |  |  |  |
| Fonte: Ministero dell'interno                                                  |                           |                                               |         |       |  |  |  |  |  |

#### X legislatura
|                                                                                | I. M. Gallo ✔️ Eletto | Democrazia Cristiana                          | 69 624  | 29,84 |  |  |  |  |  |
|                                                                                | E. Marchiaro          | Partito Comunista Italiano                    | 54,083  | 0,02  |  |  |  |  |  |
|                                                                                | E. Trovati            | Partito Socialista Italiano                   | 29 439  | 12,62 |  |  |  |  |  |
|                                                                                | S. Agnelli            | Partito Repubblicano Italiano                 | 14 152  | 6,06  |  |  |  |  |  |
|                                                                                | M. Pannella           | Partito Radicale                              | 9 945   | 4,26  |  |  |  |  |  |
|                                                                                | A. Martelli           | Piemont                                       | 9 936   | 4,26  |  |  |  |  |  |
|                                                                                | R. Gervaso            | Partito Liberale Italiano                     | 8 971   | 3,84  |  |  |  |  |  |
|                                                                                | P. Molino             | Piemont Autonomia Regionale                   | 8 911   | 3,82  |  |  |  |  |  |
|                                                                                | L. Mina               | Movimento Sociale Italiano - Destra Nazionale | 8 814   | 3,78  |  |  |  |  |  |
|                                                                                | G. Cotta Morandini    | Partito Socialista Democratico Italiano       | 6 151   | 2,64  |  |  |  |  |  |
|                                                                                | T. Buratti Zanchi     | Lista Verde                                   | 5 336   | 2,29  |  |  |  |  |  |
|                                                                                | G. Gardiol            | Democrazia Proletaria                         | 4 557   | 1,95  |  |  |  |  |  |
|                                                                                | S. Colombo            | Liga Veneta - Pensionati Uniti                | 1 646   | 0,71  |  |  |  |  |  |
|                                                                                | A. Libanori           | Movimento di Liberazione Fiscale              | 1 479   | 0,63  |  |  |  |  |  |
|                                                                                | A. Storno             | Alleanza Popolare Pensionati                  | 302     | 0,13  |  |  |  |  |  |
| Totale                                                                         | Totale                | Totale                                        | 233 346 | 100   |  |  |  |  |  |
|                                                                                |                       |                                               |         |       |  |  |  |  |  |
| Voti non validi                                                                | Voti non validi       | Voti non validi                               | 17 412  | 6,94  |  |  |  |  |  |
| Votanti                                                                        | Votanti               | Votanti                                       | 250 758 | 91,43 |  |  |  |  |  |
| Elettori                                                                       | Elettori              | Elettori                                      | 274 257 |       |  |  |  |  |  |
|                                                                                |                       |                                               |         |       |  |  |  |  |  |
| Nota: quorum del 65% non raggiunto; ripartizione dei seggi a livello regionale |                       |                                               |         |       |  |  |  |  |  |
| Data: 14 giugno 1987                                                           |                       |                                               |         |       |  |  |  |  |  |
| Fonte: Ministero dell'interno                                                  |                       |                                               |         |       |  |  |  |  |  |

#### XI legislatura
|                                                                                | Carlo Lavezzari             | Democrazia Cristiana                          | 53 588  | 21,94 |  |  |  |  |  |
|                                                                                | Andrea Fogliato             | Lega Nord                                     | 38 637  | 15,82 |  |  |  |  |  |
|                                                                                | Giovanni Antonio Caracciolo | Partito Socialista Italiano                   | 33 882  | 13,87 |  |  |  |  |  |
|                                                                                | Rinaldo Giuseppe Bontempi   | Partito Democratico della Sinistra            | 31 832  | 13,03 |  |  |  |  |  |
|                                                                                | Elio Marchiaro              | Partito della Rifondazione Comunista          | 16 743  | 6,85  |  |  |  |  |  |
|                                                                                | Maria Vaccari               | Partito Repubblicano Italiano                 | 12 415  | 5,08  |  |  |  |  |  |
|                                                                                | Giancarlo Perassi           | Partito Liberale Italiano                     | 11 512  | 4,71  |  |  |  |  |  |
|                                                                                | Carmine Manganiello         | Movimento Sociale Italiano - Destra Nazionale | 10 082  | 4,13  |  |  |  |  |  |
|                                                                                | Secondo Chiosso             | Lega Alpina Piemont                           | 8 979   | 3,68  |  |  |  |  |  |
|                                                                                | Giuseppa Maisano            | Federazione dei Verdi                         | 8 547   | 3,50  |  |  |  |  |  |
|                                                                                | Ernesto Galli della Loggia  | Sì Referendum                                 | 4 559   | 1,87  |  |  |  |  |  |
|                                                                                | Tommaso Scardicchio         | Partito Pensionati                            | 4 141   | 1,70  |  |  |  |  |  |
|                                                                                | Franco Fantaroni            | La Lega Casalinghe-Pensionati                 | 3 487   | 1,43  |  |  |  |  |  |
|                                                                                | Giorgio Morre               | Verdi Verdi                                   | 3 030   | 1,24  |  |  |  |  |  |
|                                                                                | Ugo Valgiusti               | Partito Socialista Democratico Italiano       | 2 233   | 0,91  |  |  |  |  |  |
|                                                                                | Giuseppe Bertinatti         | Federalismo - Pensionati Uomini Vivi          | 585     | 0,24  |  |  |  |  |  |
| Totale                                                                         | Totale                      | Totale                                        | 244 252 | 100   |  |  |  |  |  |
|                                                                                |                             |                                               |         |       |  |  |  |  |  |
| Voti non validi                                                                | Voti non validi             | Voti non validi                               | 18 149  | 6,92  |  |  |  |  |  |
| Votanti                                                                        | Votanti                     | Votanti                                       | 262 401 | 90,28 |  |  |  |  |  |
| Elettori                                                                       | Elettori                    | Elettori                                      | 290 652 |       |  |  |  |  |  |
|                                                                                |                             |                                               |         |       |  |  |  |  |  |
| Nota: quorum del 65% non raggiunto; ripartizione dei seggi a livello regionale |                             |                                               |         |       |  |  |  |  |  |
| Data: 5 aprile 1992                                                            |                             |                                               |         |       |  |  |  |  |  |
| Fonte: Ministero dell'interno                                                  |                             |                                               |         |       |  |  |  |  |  |

## 1993-2005

### Territorio
Il collegio di Pinerolo era uno dei 17 collegi uninominali in cui era suddiviso il Piemonte e, come previsto dal D.Lgs. del 20 dicembre 1993 n. 535, era costituito dai seguenti comuni: Almese, Angrogna, Avigliana, Bardonecchia, Bibiana, Bobbio Pellice, Borgone Susa, Bricherasio, Bruzolo, Buriasco, Buttigliera Alta, Campiglione-Fenile, Cantalupa, Caprie, Caselette, Cavour, Cesana Torinese, Chianocco, Chiomonte, Chiusa di San Michele, Claviere, Coazze, Condove, Cumiana, Exilles, Fenestrelle, Frossasco, Garzigliana, Giaglione, Giaveno, Givoletto, Gravere, Inverso Pinasca, La Cassa, Luserna San Giovanni, Lusernetta, Macello, Massello, Mattie, Meana di Susa, Mompantero, Moncenisio, Novalesa, Osasco, Oulx, Perosa Argentina, Perrero, Pinasca, Pinerolo, Piossasco, Piscina, Pomaretto, Porte, Pragelato, Prali, Pramollo, Prarostino, Reano, Roletto, Rorà, Rosta, Roure, Rubiana, Salbertrand, Salza di Pinerolo, San Didero, San Germano Chisone, San Gillio, San Giorio di Susa, San Pietro Val Lemina, San Secondo di Pinerolo, Sangano, Sant'Ambrogio di Torino, Sant'Antonino di Susa, Sauze di Cesana, Sauze d'Oulx, Sestriere, Susa, Torre Pellice, Trana, Usseaux, Vaie, Val della Torre, Valgioie, Venaus, Villafranca Piemonte, Villar Dora, Villar Focchiardo, Villar Pellice, Villar Perosa e Villarbasse.

### Eletti
| Elezione | Elezione | Senatore         | Partito                  |
| -------- | -------- | ---------------- | ------------------------ |
|          | 1994     | Claudio Bonansea | Polo delle Libertà (CCD) |
|          | 1996     | Elvio Fassone    | L'Ulivo (PDS)            |
|          | 2001     | Lucio Malan      | Casa delle Libertà (FI)  |

### Dati elettorali

#### XII legislatura
|                               | Claudio Bonansea ✔️ Eletto | Polo delle Libertà           | 61 959  | 41,99 |  |  |  |  |  |
|                               | Franca Coisson             | Progressisti                 | 44 122  | 29,90 |  |  |  |  |  |
|                               | Luciana Borello            | Patto per l'Italia           | 20 491  | 13,89 |  |  |  |  |  |
|                               | Aldo Cecchi                | Alleanza Nazionale           | 11 251  | 7,63  |  |  |  |  |  |
|                               | Attilio Sibille            | Lista Pannella - Riformatori | 6 981   | 4,73  |  |  |  |  |  |
|                               | Ezio Perino                | Lega per il Piemonte         | 5 324   | 3,61  |  |  |  |  |  |
|                               | Donato Ruggieri            | Partito Pensionati           | 3 911   | 2,65  |  |  |  |  |  |
|                               | Giancarla Travia           | Verdi Verdi                  | 3 389   | 2,30  |  |  |  |  |  |
|                               | Ernesto Davide             | Rinnovamento                 | 560     | 0,38  |  |  |  |  |  |
| Totale                        | Totale                     | Totale                       | 147 545 | 100   |  |  |  |  |  |
|                               |                            |                              |         |       |  |  |  |  |  |
| Voti non validi               | Voti non validi            | Voti non validi              | 21 355  | 12,64 |  |  |  |  |  |
| Votanti                       | Votanti                    | Votanti                      | 168 900 | 88,61 |  |  |  |  |  |
| Elettori                      | Elettori                   | Elettori                     | 190 606 |       |  |  |  |  |  |
|                               |                            |                              |         |       |  |  |  |  |  |
| Data: 27-28 marzo 1994        |                            |                              |         |       |  |  |  |  |  |
| Fonte: Ministero dell'interno |                            |                              |         |       |  |  |  |  |  |

#### XIII legislatura
|                               | Elvio Fassone ✔️ Eletto | L'Ulivo                 | 61 631  | 42,25 |  |  |  |  |  |
|                               | Claudio Bonansea        | Polo per le Libertà     | 49 806  | 34,14 |  |  |  |  |  |
|                               | Ettore Micol            | Lega Nord               | 33 433  | 22,92 |  |  |  |  |  |
|                               | Maria Aime              | Partito Pensionati      | 2 928   | 2,01  |  |  |  |  |  |
|                               | Immacolata Zaffino      | Verdi Verdi             | 2 819   | 1,93  |  |  |  |  |  |
|                               | Michele Di Tonno        | Piemonte Nazione Europa | 1 606   | 1,10  |  |  |  |  |  |
|                               | Francesco Barbagallo    | Mani Pulite             | 1 255   | 0,86  |  |  |  |  |  |
|                               | Domenico Barale         | Socialista              | 1 001   | 0,69  |  |  |  |  |  |
| Totale                        | Totale                  | Totale                  | 145 886 | 100   |  |  |  |  |  |
|                               |                         |                         |         |       |  |  |  |  |  |
| Voti non validi               | Voti non validi         | Voti non validi         | 19 114  | 11,58 |  |  |  |  |  |
| Votanti                       | Votanti                 | Votanti                 | 165 000 | 84,61 |  |  |  |  |  |
| Elettori                      | Elettori                | Elettori                | 195 014 |       |  |  |  |  |  |
|                               |                         |                         |         |       |  |  |  |  |  |
| Data: 21 aprile 1996          |                         |                         |         |       |  |  |  |  |  |
| Fonte: Ministero dell'interno |                         |                         |         |       |  |  |  |  |  |

#### XIV legislatura
|                               | Lucio Malan ✔️ Eletto   | Casa delle Libertà                   | 66 131  | 37,07 |  |  |  |  |  |
|                               | Elvio Fassone ✔️ Eletto | L'Ulivo                              | 64 942  | 36,40 |  |  |  |  |  |
|                               | Paolo Ferrero           | Partito della Rifondazione Comunista | 8 884   | 4,98  |  |  |  |  |  |
|                               | Giuseppa Agostino       | Lista Di Pietro                      | 5 592   | 3,13  |  |  |  |  |  |
|                               | Domenica Velati         | Lista Pannella-Bonino                | 4 493   | 2,52  |  |  |  |  |  |
|                               | Franco Cavallito        | Va' Pensiero Padania                 | 4 469   | 2,51  |  |  |  |  |  |
|                               | Alberto Trazzi          | Democrazia Europea                   | 2 197   | 1,23  |  |  |  |  |  |
|                               | Felicita Doglio         | Fiamma Tricolore                     | 2 037   | 1,14  |  |  |  |  |  |
|                               | Alba Boccalatte         | Verdi Verdi                          | 1 950   | 1,09  |  |  |  |  |  |
| Totale                        | Totale                  | Totale                               | 178 389 | 100   |  |  |  |  |  |
|                               |                         |                                      |         |       |  |  |  |  |  |
| Voti non validi               | Voti non validi         | Voti non validi                      | −7 699  | −4,51 |  |  |  |  |  |
| Votanti                       | Votanti                 | Votanti                              | 170 690 | 83,48 |  |  |  |  |  |
| Elettori                      | Elettori                | Elettori                             | 204 466 |       |  |  |  |  |  |
|                               |                         |                                      |         |       |  |  |  |  |  |
| Data: 13 maggio 2001          |                         |                                      |         |       |  |  |  |  |  |
| Fonte: Ministero dell'interno |                         |                                      |         |       |  |  |  |  |  |